# Задужбине краља Милутина
Задужбине краља Милутина су грађевине које је подигао краљ Стефан Милутин.
| Цркве и манастири краља Милутина |                           |                                                         | |
| који су подигнути на простору краљевине Србије |                           |                                                         | |
| по наводима Данила у „Житијима краљева и архиепископа српских” |                           |                                                         | |
| Назив | Народни назив             | Време настанка                                          | Положај и данашње стање |
| Црква Успења Пресвете Богородице (Седиште Призренске епископије) | Богородица Љевишка        | (1307—1309)                                             | Обновљена 1950—1953, спаљена у мартовском насиљу 2004. |
| Црква Успења Пресвете Богородице (седиште Грачаничке епископије) | Грачаница                 | (1321)                                                  | Југоисточно од Приштине у истоименом селу. Данас је у потпуности очувана.                                                                                                   |
| Црква Богородице Тројеручице (седиште скопског епископа) |                           |                                                         | Данас не постоји, пошто су је уништиле Османлије 1392. године, при заузећу града.                                                                                           |
| Црква Светог Георгија на реци Серави |                           | (1283)                                                  | Недалеко од Скопља, на реци Серави. Основао га је византијски цар Роман Аргир (1028—1034), порушиле су га Османлије и на његовом месту је подигнута Султан-Муратова џамија. |
| Црква Светог Константина у Скопљу |                           |                                                         | Осим помињања у житију, овај храм се више нигде не спомиње. |
| Црква Светог Георгија Нагоричскога | Старо Нагоричино          | (1313—1318)                                             | Североисточно од Куманова у истоименом селу. Постоји и данас, а основао га је византијски цар Роман Диоген (1068—1071)                                                      |
| Црква Светих праведника Јоакима и Ане у дому Пресвете Богородице | Краљева црква у Студеници | (1314 1313—1314)                                        | Мања црква у склопу манастира Студенице код Рашке. Постоји и данас. |
| Црква Светог мученика Христова Георгија у Дабру у месту званом Ораховица | Ораховица/Мажић           |                                                         | Налази се код села Мажића крај Прибоја на Лиму, а био је у рушевинама све до 1999. године када је археолошки истражен и обновљен.                                           |
| Црква Светог мученика Христова Никите | Бањани                    | (између 1307. и 1316., 1307—1310, пре 1307. пре 1309. ) | 15 km северно од Скопља, између Бањана и Чучера(у атару села Горњана на Скопској Црној Гори)                                                                                |
| Црква Светог првомученика и апостола Христова Стефана | Бањска                    | (1312—1314, 1313—1315)                                  | Милутинова задужбина (маузолеј) северозападно од Косовске Митровице. Данас је у процесу обнове јер су га Османлије порушиле и претвориле у џамију.                          |
| подигнути на простору краљевине Србије |                           |                                                         | |
| које не наводи Данило у „Житијима краљева и архиепископа српских” |                           |                                                         | |
| Назив | Народни назив             | Време настанка                                          | Положај и данашње стање |
| Црква Свете Богородице Одигитрије |                           | (1314—1315)                                             | Заправо је подигао Милутинов казнац Драгослав у Мушутишту код Призрена. |
| Црква Светог Петра |                           | (1320)                                                  | Обновљена задужбина кнеза Мирослава (XII век) у Бијелом Пољу која и данас постоји.                                                                                          |
| Манастир Светог Николе |                           |                                                         | У Кожљу (код ушћа Пчиње у Вардар), а наводи га цар Душан 1353. године у повељи.                                                                                             |
| Самостан Светог Срђа |                           | (1293 по Јиречеку)                                      | На Бојани код Скадра, са мајком Јеленом. |
| Црква Светог Јована у Свачу |                           | (1300)                                                  | У утврди Свач (данашњи Шас) код Улциња. |
| која му приписују народна предања и родослови |                           |                                                         | |
| Назив | Народни назив             | Време настанка                                          | Положај и данашње стање |
| Манастир Светог Стефана |                           |                                                         | Помиње се у родословима у или недалеко од Призрена |
| Манастир Успења Пресвете Богородице | (Тврдош)                  |                                                         | На реци Требишњици код Требиња, а повезује га са Милутином народно предање.                                                                                                 |
| Манастир Витовница |                           |                                                         | Налази се недалеко од Пожаревца, а помиње се у народном предању. |
| Црква Свете тројице |                           |                                                         | Према натпису на застави сремског села Моровића, подигао га је Милутин негде у (Скопској) Црној Гори.                                                                       |
| Манастир Вратна |                           |                                                         | Недалеко од Неготина, а подигао га је, по предању,свети Никодим за Стефана (Милутина).                                                                                      |
| Манастирица |                           |                                                         | Недалеко од Кладова на Дунаву, народно предање такође приписује Никодиму.                                                                                                   |
| Поред ових наведених,Василије Марковић помиње још неке богомоље које се појављују у изворима из Милутиновог доба, али је за њих немогуће утврдити, како ближу локацију, тако и ко су им били ктитори. |                           |                                                         | |
| који су подигнути ван простора краљевине Србије |                           |                                                         | |
| по наводима Данила у „Житијима краљева и архиепископа српских” |                           |                                                         | |
| Назив | Народни назив             | Време настанка                                          | Положај и данашње стање |
| Манастирска црква у Хиландару |                           | (започето 1293. или 1303)                               | Црква је опстала до данас, уз припрату коју је дозидао кнез Лазар крајем XIV века.                                                                                          |
| Црква Вазнесења Христова |                           |                                                         | Налазила се на врху пирга Хрусија на Светој Гори код Хиландара, а касније је уклоњена.                                                                                      |
| Црква у Продрому |                           |                                                         | Подигнута је у склопу цариградског манастир светог Јована Претече (). |
| Црква Светог архијереја Христовог Николе |                           |                                                         | Налазила се у Солуну, али се не зна о којој тачно грађевини посвећеној Светом Николи је реч.                                                                                |
| Црква Светог мученика Христовог Георгија |                           |                                                         | Налазила се у Солуну, а данас је претворена у музеј . |
| Црква Пресвете Богородице у Трескавцу | (Тресковац)               |                                                         | У питању је манастир Успења Богородице код Прилепа, који је он значајно помогао или изнова подигао на прелазу са XIII на XIV век.                                           |
| Цркве Светога мученика Христова Георгија у кичевском крају |                           |                                                         | У питању је црква у склопу манастира Богородице, 12 km јужно од Кичева, која је спаљена средином XVI века.                                                                  |
| Поред тога, Данило Пећки наводи да је Милутин помагао манастир Свете Катарине на Синају и подигао болницу у Цариграду.                                                                                |                           |                                                         | |
| подигнути ван простора краљевине Србије |                           |                                                         | |
| које не наводи Данило у „Житијима краљева и архиепископа српских” |                           |                                                         | |
| Назив | Народни назив             | Време настанка                                          | Положај и данашње стање |
| Манастир Светих архангела |                           |                                                         | Подигнут је као српски манастир у Јерусалиму. |
| Цркву Свете тројице |                           |                                                         | Налазила се у Солуну. |
| Цркву Светог Стефана |                           |                                                         | Подигнута је у склопу манастира посвећеног Богородици на Синају. |
| Поред тога, он је Цркви Светог Николе у Барију поклонио сребрни олтар/икону. |                           |                                                         | |